# Tomie Ohtake

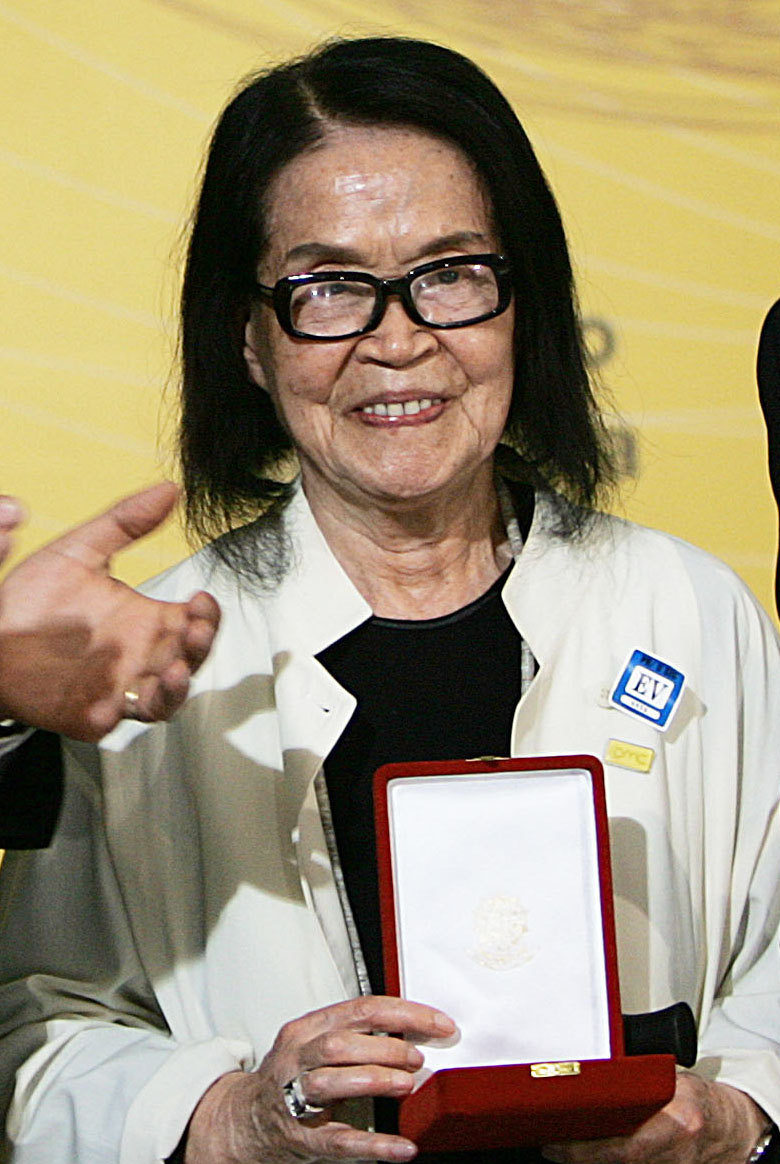
Tomie Ohtake erhält den Orden für kulturelle Verdienste, 2006

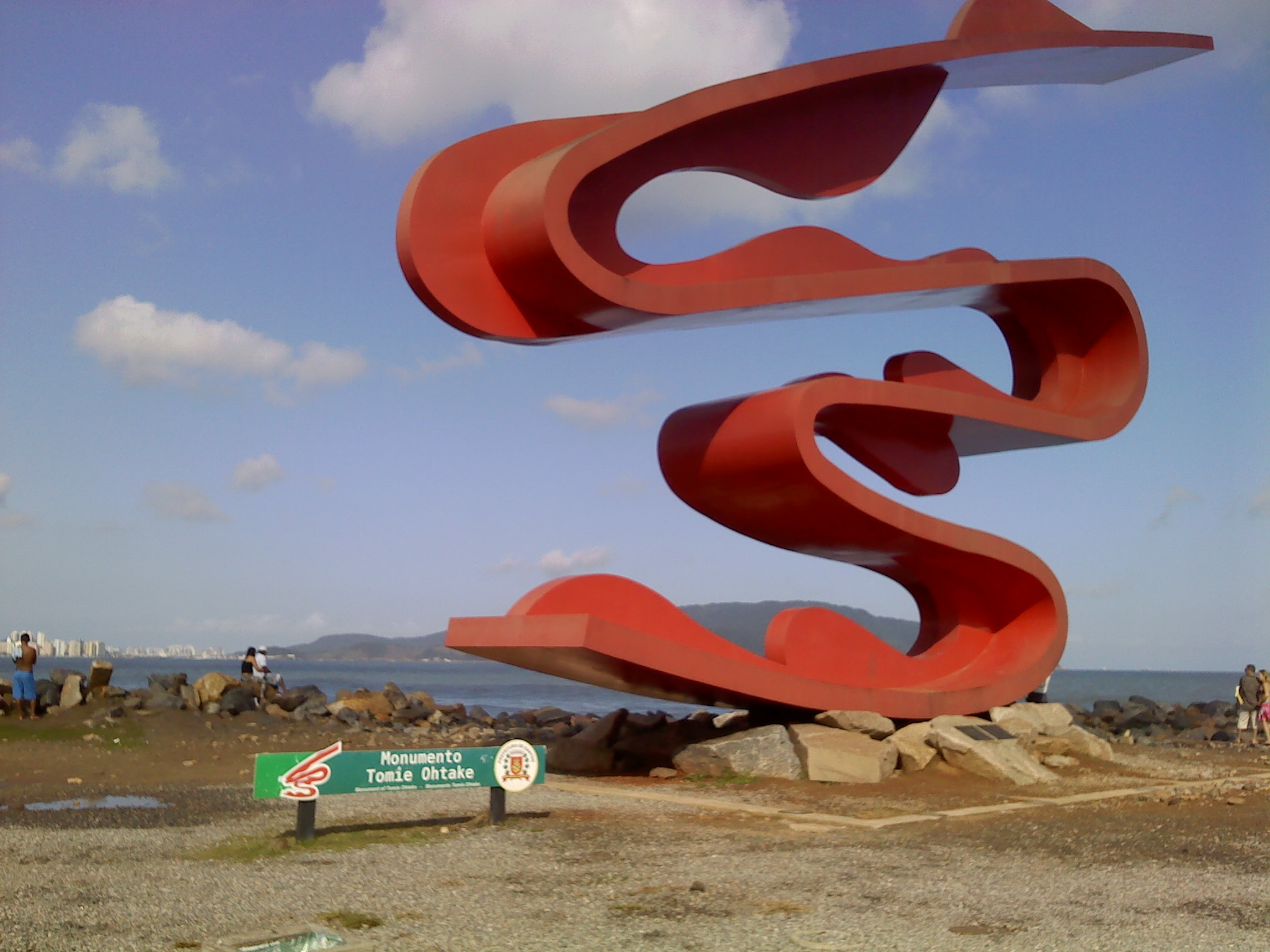
Ein von Ohtake gestaltetes Denkmal, das 2008 von Kaiser Hirohito zur Feier der 100-jährigen japanischen Einwanderung nach Brasilien der Öffentlichkeit zugänglich gemacht wurde

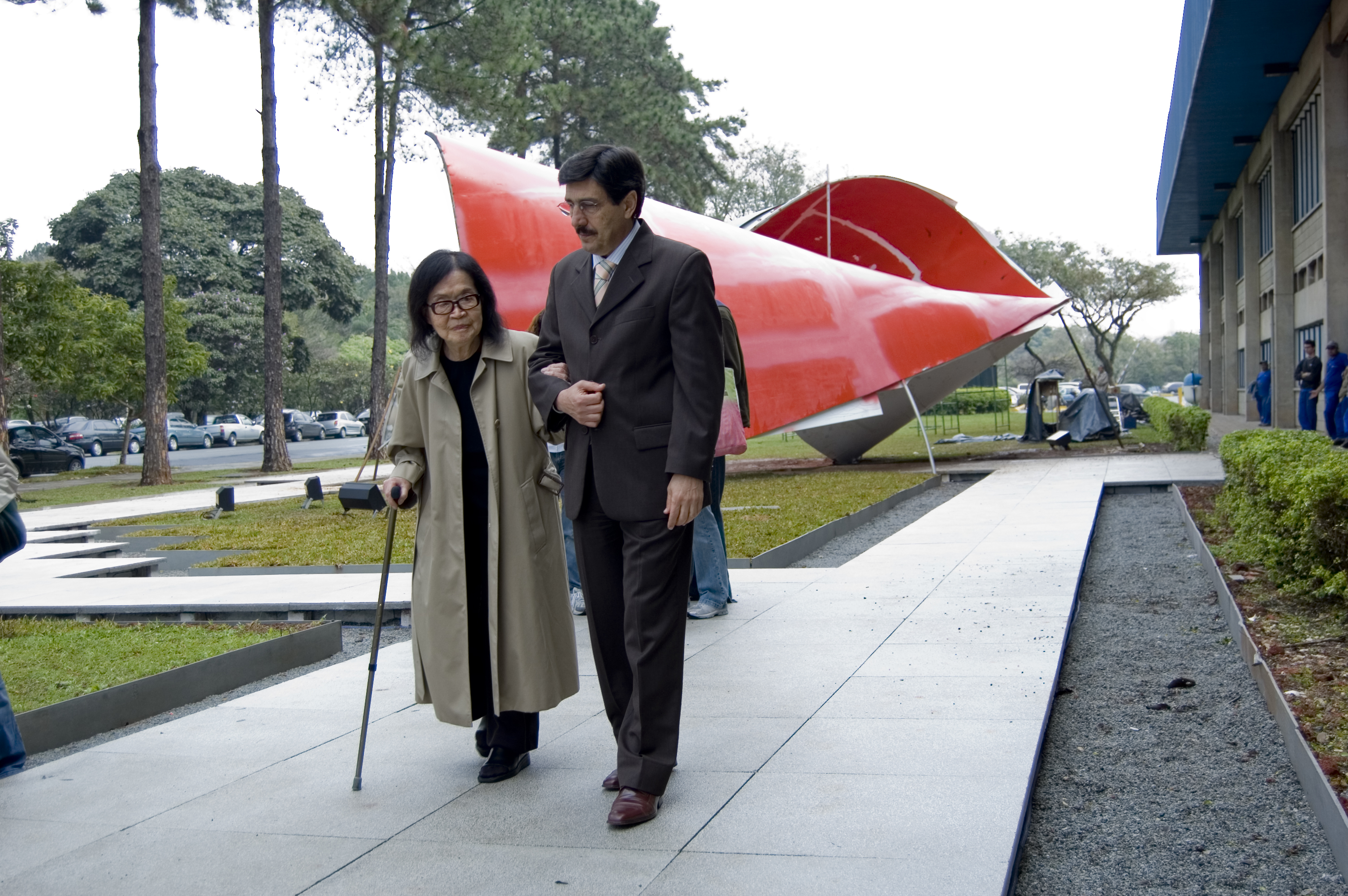
Tomie Ohtake 2008 vor ihrer Skulptur an der Universidade de São Paulo

Tomie Ohtake  (japanisch 大竹 富江 Ōtake Tomie; * 21. November 1913 in Kyoto Japan; † 12. Februar 2015 in São Paulo) war eine japanisch-brasilianische Malerin und Bildhauerin.

## Leben und Werk
Ohtake reiste 1936 nach Brasilien, um einen Bruder zu besuchen und konnte aufgrund des Zweiten Weltkriegs nicht nach Japan zurückkehren. Sie ließ sich mit ihrem Ehemann Ushio Ohtake in São Paulo nieder und begann 1951 nach einem Besuch im Atelier des Malers Keisuke Sugano mit dem Malen. 
1961 nahm sie an der São Paulo Biennale, 1972 an der Sektion Prints der Biennale von Venedig und 1978 an der Biennale von Tokio teil. Sie nahm an zahlreichen internationalen zweijährlichen Ausstellungen teil, in Venedig, Havanna, Cuenca und acht Ausgaben der Biennale von São Paulo. Ende der 1980er Jahre schuf sie Skulpturen für den öffentlichen Raum. Ihre Arbeiten wurden in mehreren brasilianischen Städten gezeigt, insbesondere aber im Bundesstaat São Paulo. 2001 wurde das Instituto Tomie Ohtake eröffnet, das Ausstellungen zeitgenössischer Kunst, Architektur und Design zeigt und das Erbe von Ohtake bewahren soll. Ohtakes Arbeiten sind weltweit in ständigen Sammlungen vertreten, darunter im Hara Museum of Contemporary Art, Tokio;  M +, Hongkong; Metropolitan Museum of Art, New York; MASP, Kunstmuseum von São Paulo Assis Chateaubriand, São Paulo; MAM-SP, Museum für Moderne in São Paulo; MAM-RJ, Museum der Moderne in Rio de Janeiro; MAC-USP, Museu de Arte Contemporânea da Universidade in São Paulo; MAC-Niterói, Museu de Arte Contemporânea de Niterói, Niterói; Sammlung Patricia Phelps de Cisneros, Caracas; Pinacoteca do Estado de São Paulo; und Tate Gallery, London. 
Tomie Ohtake ist die Mutter der Architekten Ruy Ohtake und Ricardo Ohtake.

## Einzelausstellungen (Auswahl)
- 1957: Museu de Arte Moderna (MAM), São Paulo
- 1959: Galeria de Arte das Folhas, São Paulo
- 1961: Museu de Arte Moderna (MAM), São Paulo
- 1964: Galeria São Luís, São Paulo
- 1965: Galeria de Arte Ipanema, Rio de Janeiro
- 1968: Galeria Cosme Velho, São Paulo
- 1969: Associação dos Amigos do Museu de Arte Moderna, São Paulo
- 1970: Galeria Aki, São Paulo
- 1971: Galeria Mainline, Brasília
- 1972: Galeria Cosme Velho, São Paulo
- 1974: Galeria de Arte Global, São Paulo
- 1976: Graffiti Galeria de Arte, Rio de Janeiro
- 1979: Galeria Grifo, São Paulo
- 1983: Museu de Arte Moderna (MAM), São Paulo
- 1983: Caesar Park Hotel, Fortaleza; Salão Negro do Senado Federal, Brasília
- 1983: Museu de Arte de São Paulo (MASP), São Paulo
- 1984: Paulo Figueiredo Galeria de Arte, Brasília
- 1985: Gabinete de Arte Raquel Arnaud, São Paulo
- 1987: Galeria Thomas Cohn Arte Contemporânea, Rio de Janeiro
- 1991: Gabinete de Arte Raquel Arnaud, São Paulo

## Ehrungen und Auszeichnungen
- 1988: Rio-Branco-Orden zum 80. Jahrestag der japanischen Einwanderung in São Paulo
- 2006: Orden für kulturelle Verdienste